# Кралице на Хани
Кралице на Хани (чеш. Kralice na Hané) је насељено мјесто са административним статусом варошице (чеш. městys) у округу Простјејов, у Оломоуцком крају, Чешка Република.

## Становништво
Према подацима о броју становника из 2014. године насеље је имало 1.502 становника.